# La Dame à la licorne
Pour les articles homonymes, voir La Dame à la licorne (homonymie).
La tenture dite de La Dame à la licorne est une composition de six tapisseries du début du XVIe siècle. Chef-d'œuvre des débuts de la Renaissance française, elle est conservée au musée national du Moyen Âge-Thermes et hôtel de Cluny, à Paris.

## Description

### Lecture allégorique
Il s'agit de tapisseries millefleurs qui reprennent sur chaque pièce les mêmes éléments : sur une sorte d'île parsemée d'animaux et de fleurs en rinceaux, plantée de touffes végétales où la couleur bleu sombre contraste avec le fond rouge vermeil ou rose, une jeune femme pose, vêtue de velours et de riches brocarts, accompagnée d'animaux et, parfois, d'une suivante. Elle est entourée d'emblèmes héraldiques, d'un lion à sa droite, et d'une licorne à sa gauche (donc à droite de la tapisserie). La reproduction des drapés, de leurs chatoiements et de leurs transparences, est d'une très grande finesse.
Cinq de ces représentations forment une allégorie des cinq sens, symbolisés par l'occupation à laquelle se livre la Dame :
- Le toucher : la dame tient la corne de la licorne dans sa main ainsi que le mât d'un étendard.
- Le goût : la dame prend ce qui pourrait être une dragée d'une coupe que lui tend sa servante, et l'offre à un oiseau ;
- L'odorat : pendant que la dame fabrique une couronne de fleurs, un singe respire le parfum d'une fleur, dont il s'est emparé ;
- L'ouïe : la dame joue d'un petit orgue ;
- La vue : la licorne se contemple dans un miroir tenu par la dame ;

La sixième tapisserie, celle du sixième sens, ne s'interprète que par déduction de l'hypothèse des cinq sens. On peut y lire, encadrée des initiales A et V, la devise « Mon seul désir » au haut d'une tente bleue.
On peut rapprocher ces six tapisseries d'un poème de François Villon, Louange à la Cour ou requête à la Cour de Parlement, qui développe le thème des cinq sens en y ajoutant le cœur, qui serait d'après Jean Gerson un sixième sens, siège des passions et du désir, de l'âme, de la vie morale et du libre arbitre. Dans un poème daté de 1501, Olivier de La Marche écrit à la princesse Éléonore de Habsbourg, de renoncer aux plaisirs de ses sens et d'ouvrir son cœur afin qu'il « soit riche d'aulmosnes généreuses ».
Dans cette sixième tapisserie, la dame se défait du collier qu'elle portait dans les autres tapisseries. À l'inverse de tentures comme celle de la Chasse à la licorne du musée des Cloisters de New York, la licorne, symbole de pureté, ne semble jouer qu'un rôle annexe dans cette tapisserie.
On notera aussi un article  d’Alain Erlande-Brandenburg, écrit en 1977, où il émet l'hypothèse  que la sixième tapisserie pourrait symboliser le renoncement aux sens. Jean Pierre Jourdan a aussi réalisé une étude, qui se base sur le pré-humanisme italien, de Marsile Ficin, optant pour une approche intellectuelle. Pour Jean-Patrice Boudet, cette tapisserie serait une allégorie du cœur, sixième sens, poussant la Dame à la charité chrétienne, revenant ainsi aux dires de Jean Gerson qui introduit la notion de « cœur », mais de manière plus moraliste : « comme d’un sixième sens qui mène les autres et fait la danse » . L'historien de l'art britannique Michael Camille (en) relève que la dame de cette dernière tapisserie est la seule à avoir les cheveux courts, sans doute parce qu'elle a fait don de cheveux à son amant, comme dans de nombreuses sources littéraires.

Les six tapisseries qui composent la tenture de La Dame à la licorne
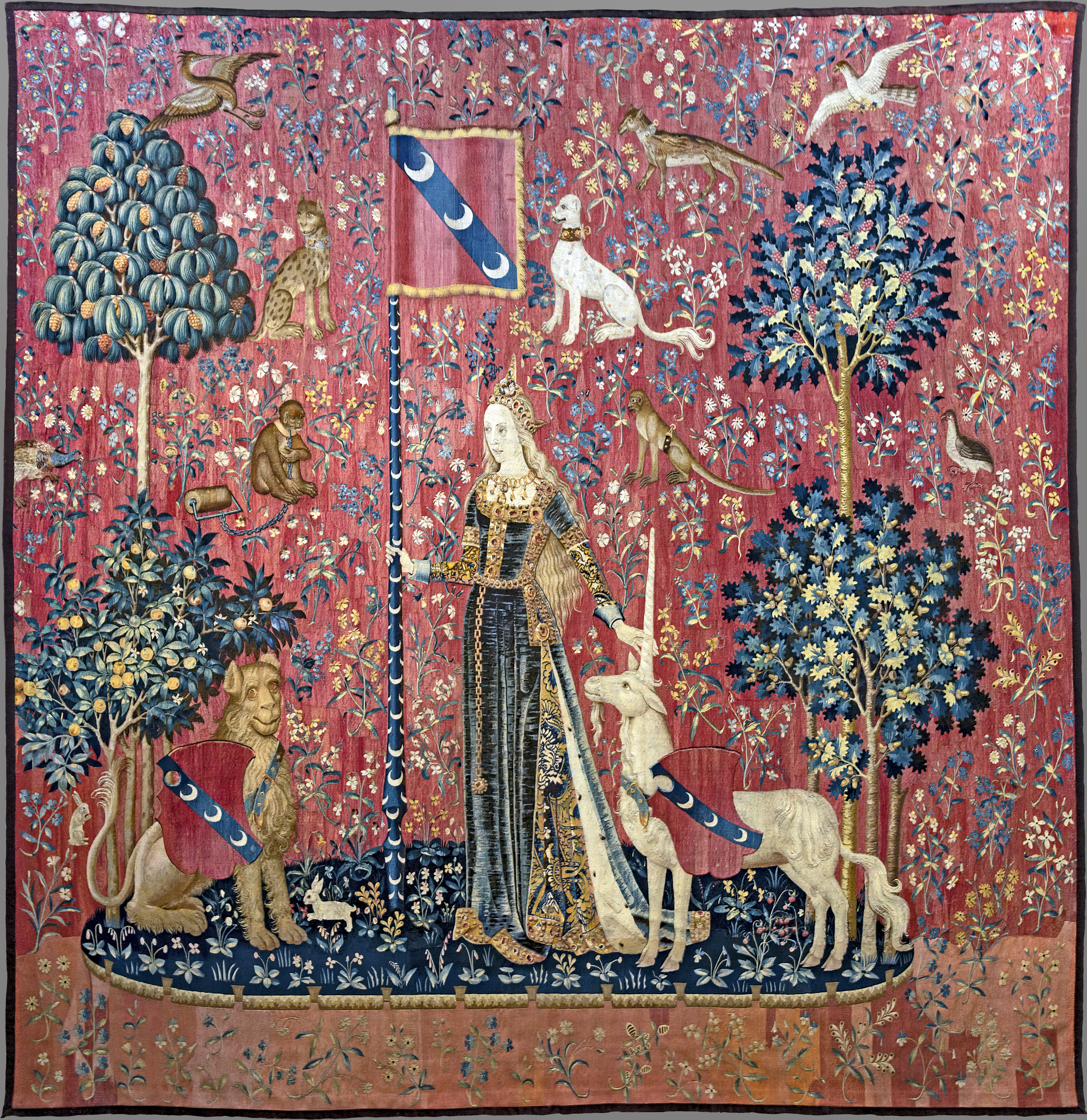
Le Toucher.
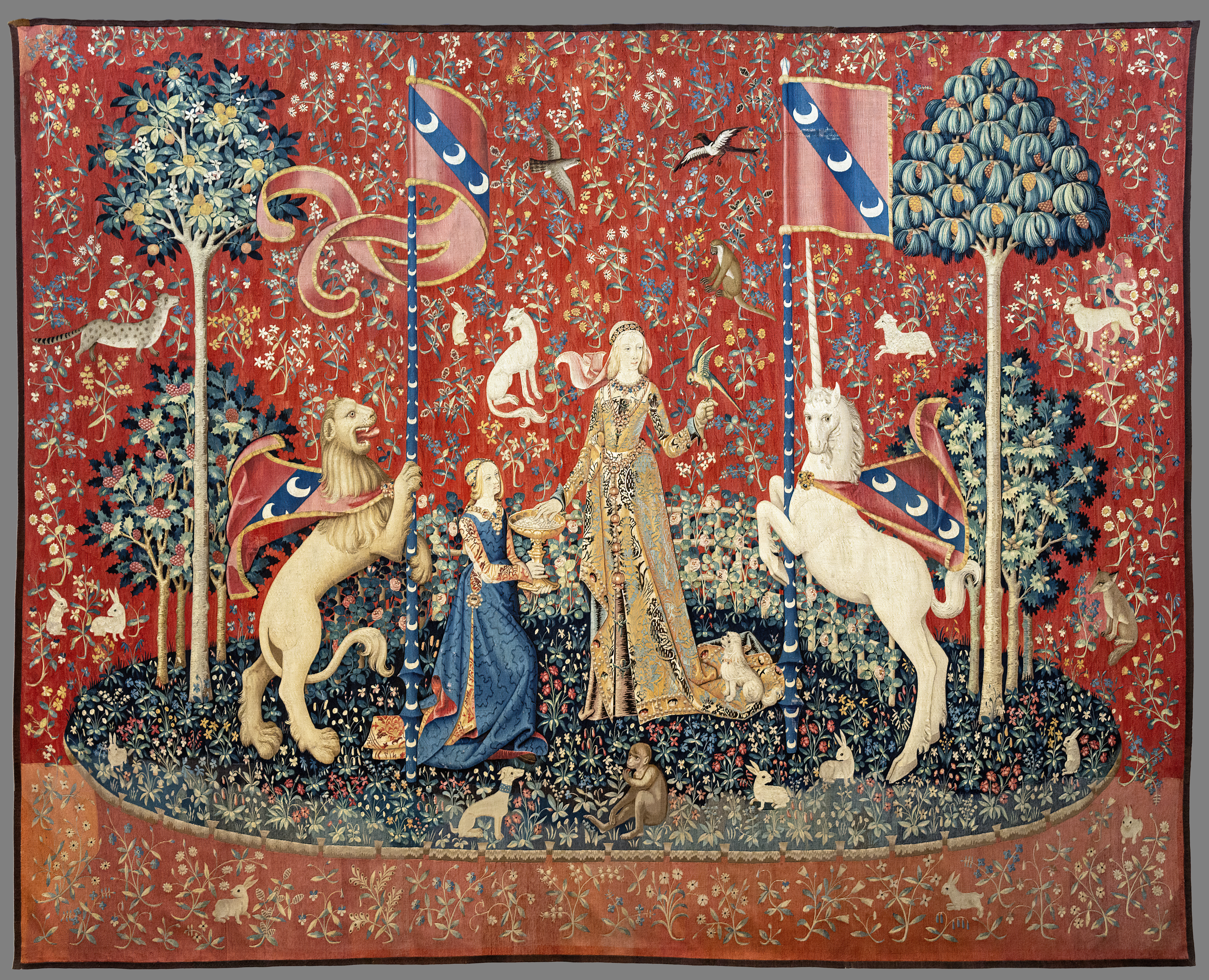
Le Goût.
L'Odorat.
L'Ouïe.
La Vue.
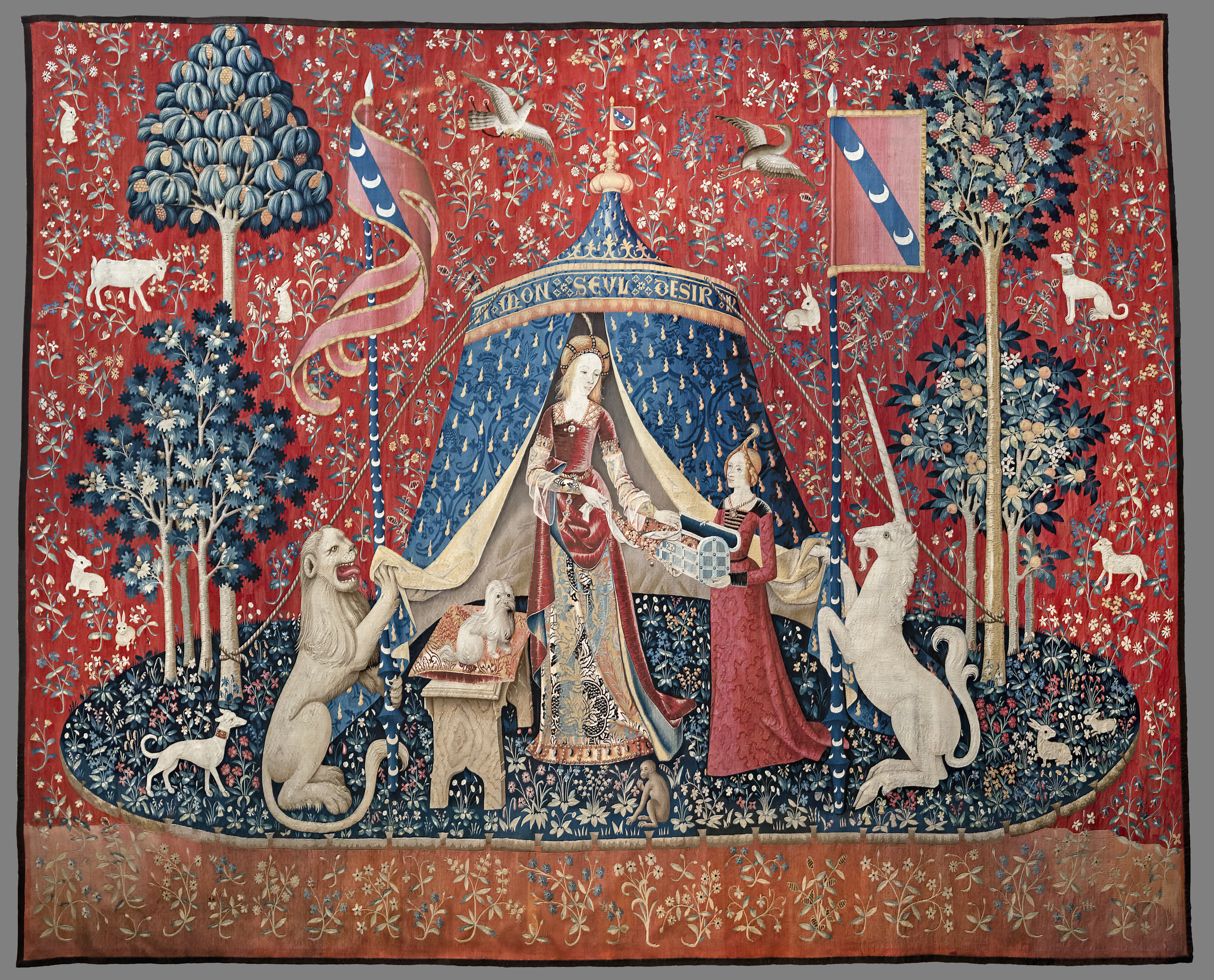
« Mon seul désir »

### Interprétations
Œuvre d'art par essence sans signification univoque, le système de la composition donne lieu à toutes sortes d'interprétations de la part de poètes comme d'historiens de l'art.
Parmi ces derniers, Marie-Élisabeth Bruel, propose de lire dans les six tentures, identifiées depuis 1921 comme une allégorie des cinq sens et du désir, les six Vertus allégoriques courtoises que Guillaume de Lorris présente dans son Roman de la Rose. La référence aux sens ne serait qu'accessoire. Les Vertus apparaissent successivement au héros du roman comme autant de femmes au cours du voyage initiatique qu'elles lui font poursuivre :
- Oiseuse, c'est-à-dire l'apparence superficielle, pour la Vue,
- Richesse, c'est-à-dire une forme brutale d'avidité, pour le Toucher,
- Franchise, c'est-à-dire une sensation directe et sans tromperie, pour le Goût,
- Liesse, c'est-à-dire une élévation de l'âme, pour l'Ouïe,
- Beauté, c'est-à-dire un ravissement de l'âme vers l'harmonie, pour l'Odorat.
- Largesse, c'est-à-dire la générosité, vertu suprême, pour « Mon seul désir ».

D'autres rapprochements ont été proposés avec d'autres œuvres littéraires postérieures et moins célèbres, et même avec des thèmes alchimiques.
Quelle que soit l'interprétation, et donc l'ordre des tentures, c'est une conception aristotélicienne d'élévation de l'âme par les sens, c'est-à-dire de subsomption des tendances animales ('επιθυμία) en un désir raisonné propre aux humains (βούλησις), qui est illustrée. Cependant, en mettant en scène le désir féminin, et en le présentant en position de charmer, La Dame à la licorne exprime une condition féminine moins aristocratique, plus bourgeoise, qui n'est plus celle du XIIIe siècle et du Roman de la Rose mais préfigure les précieuses et leur carte de Tendre.

### Bestiaire
Outre le couple lion licorne, symboles traditionnels du courage et de la pureté, le millefleurs est enrichi d'un bestiaire qui donne lieu à interprétations.

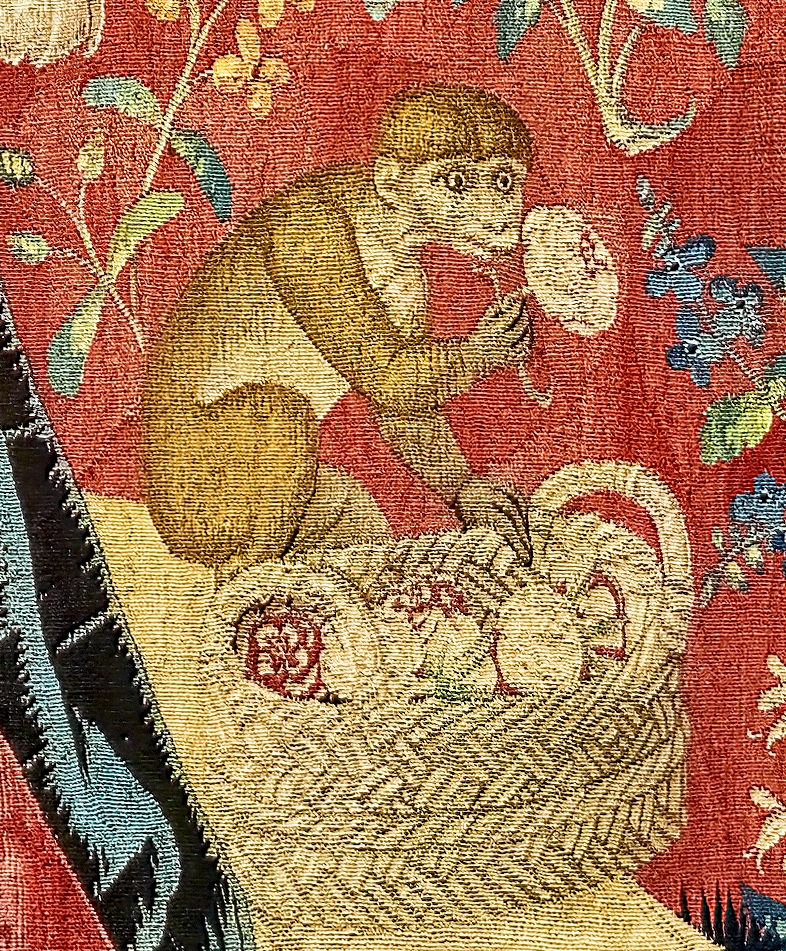
Le singe dans L'Odorat.
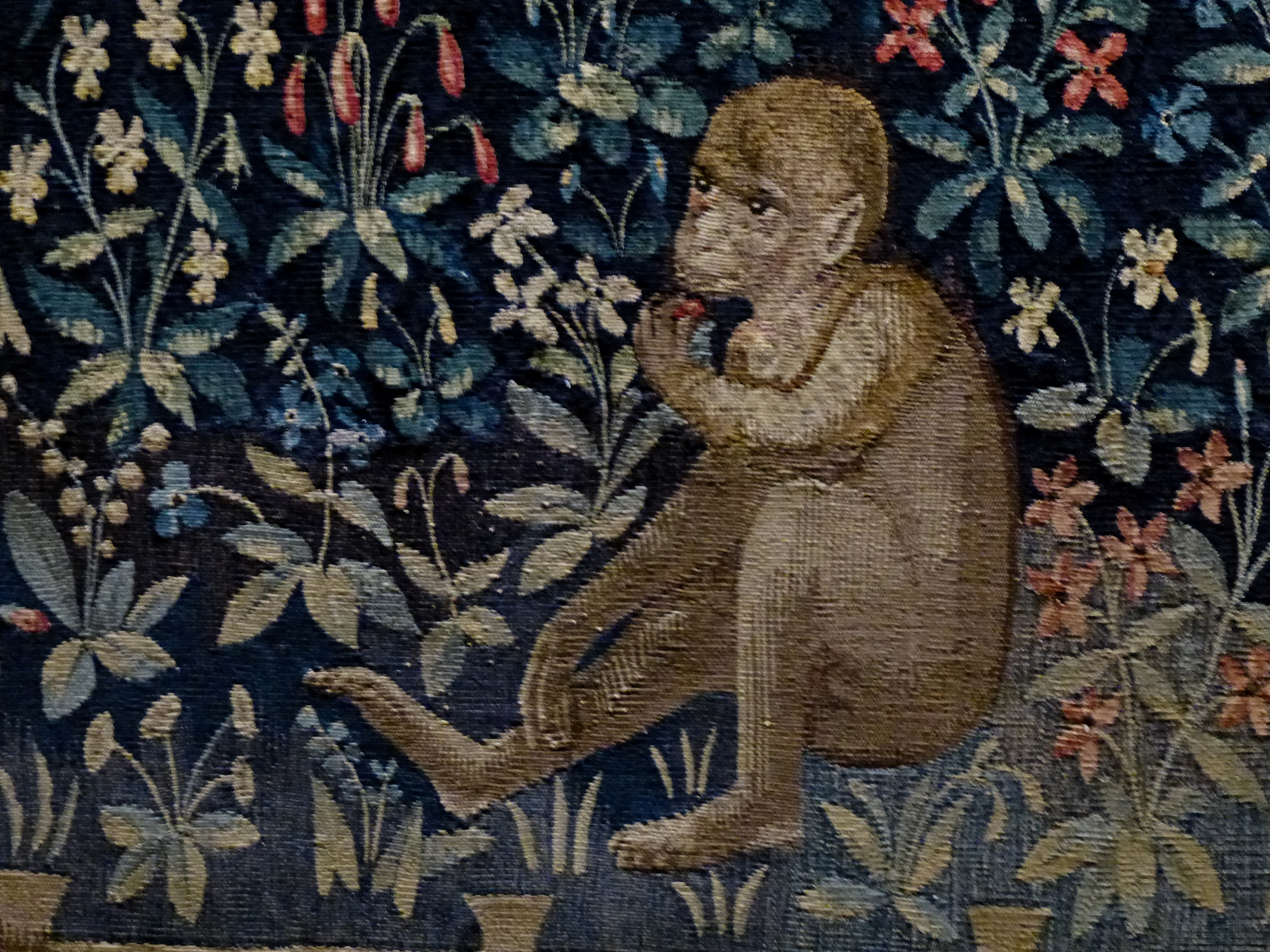
Singe dans le Goût goûte un fruit cueilli sur la plante voisine.
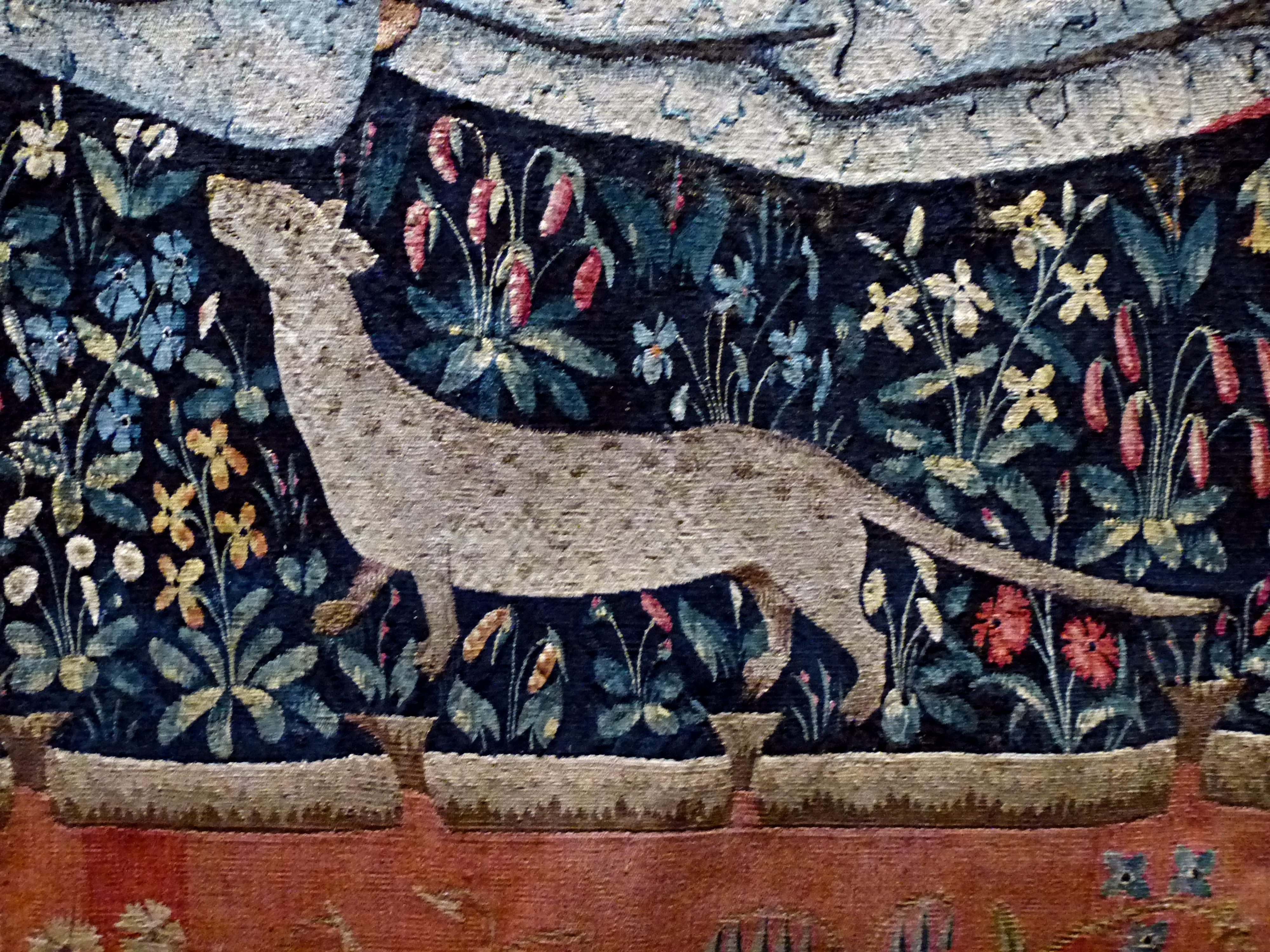
Genette dans la Vue.
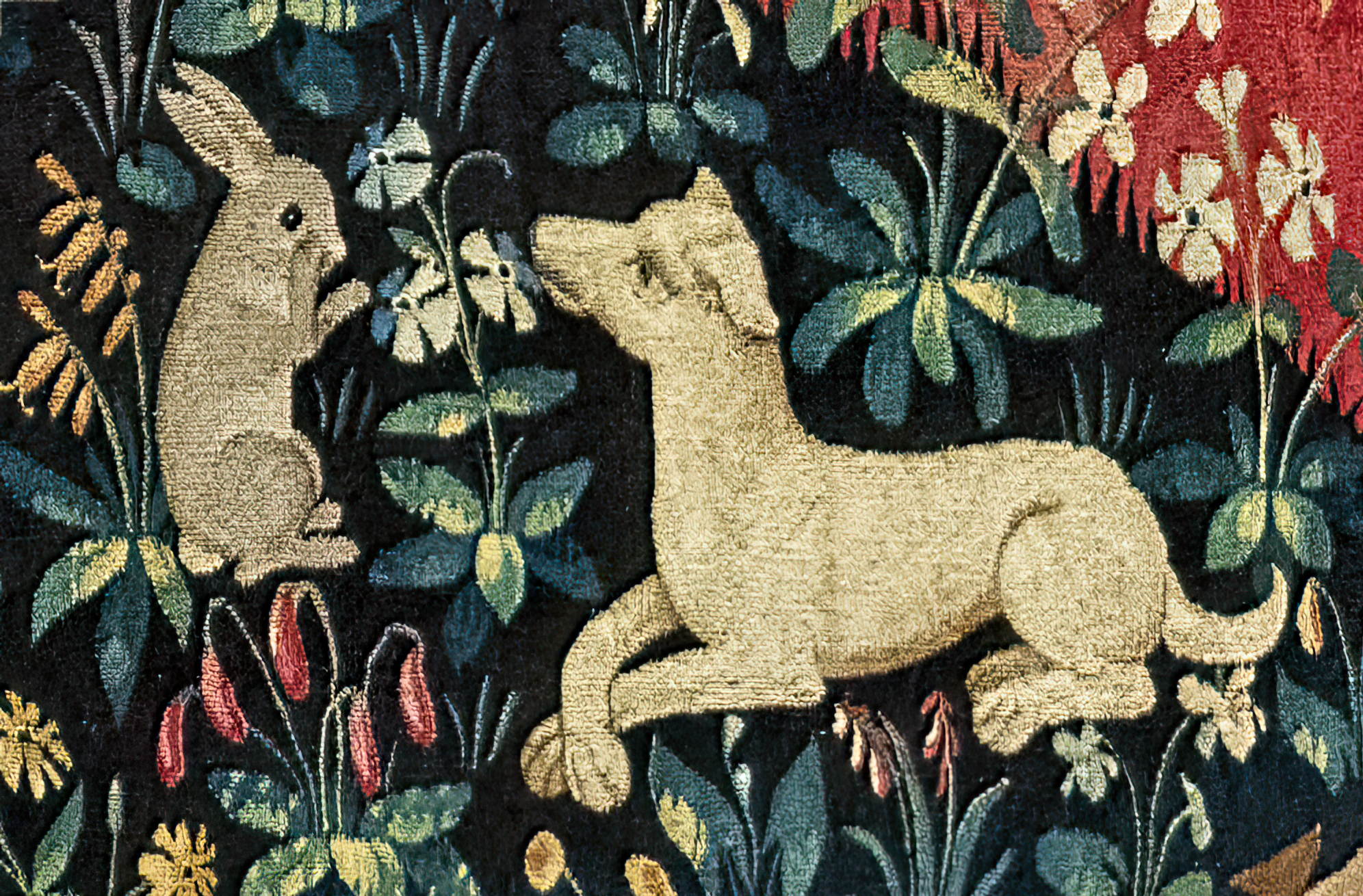
Lévrier dans la Vue.
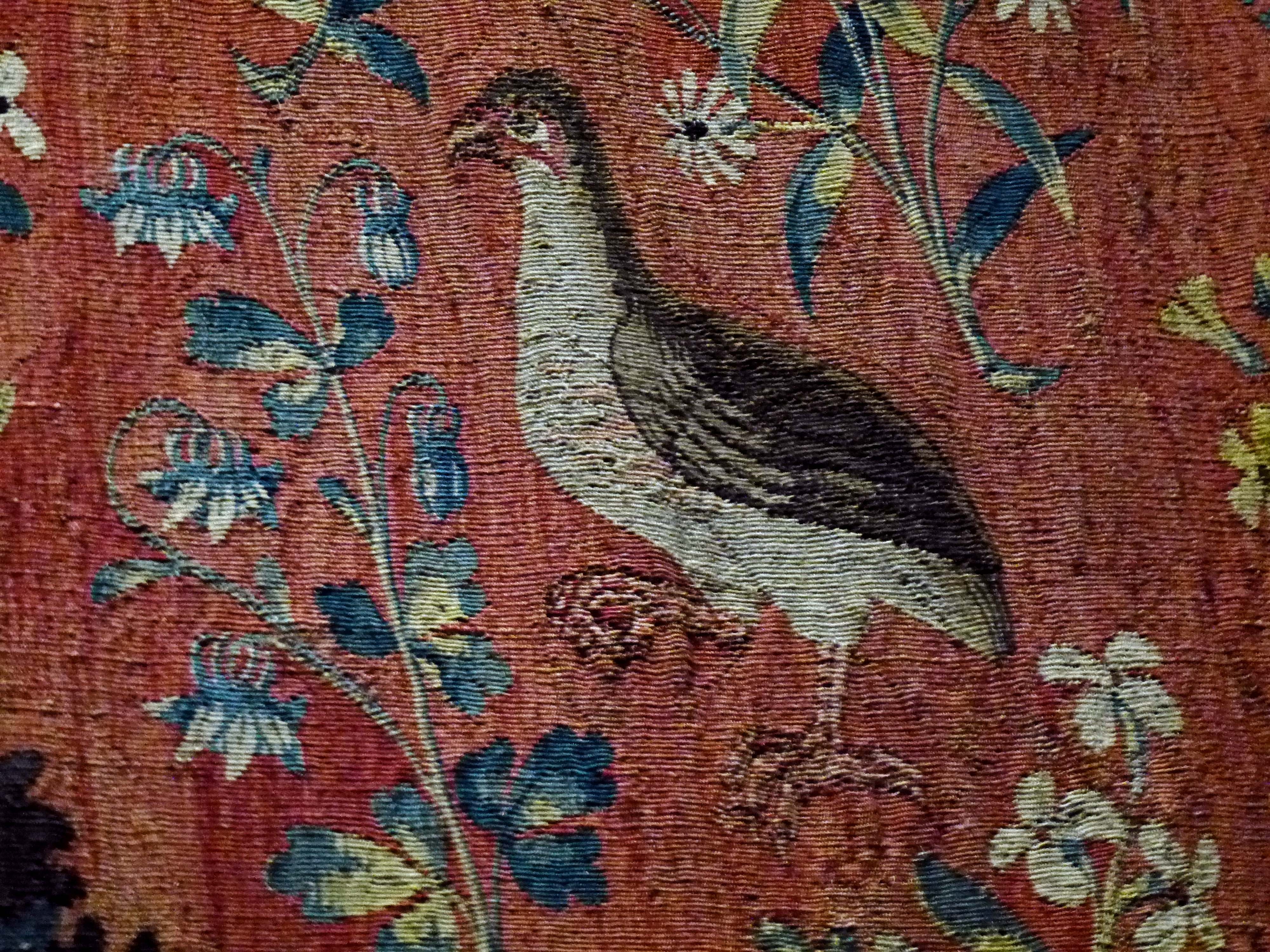
Oiseau dans le Toucher.
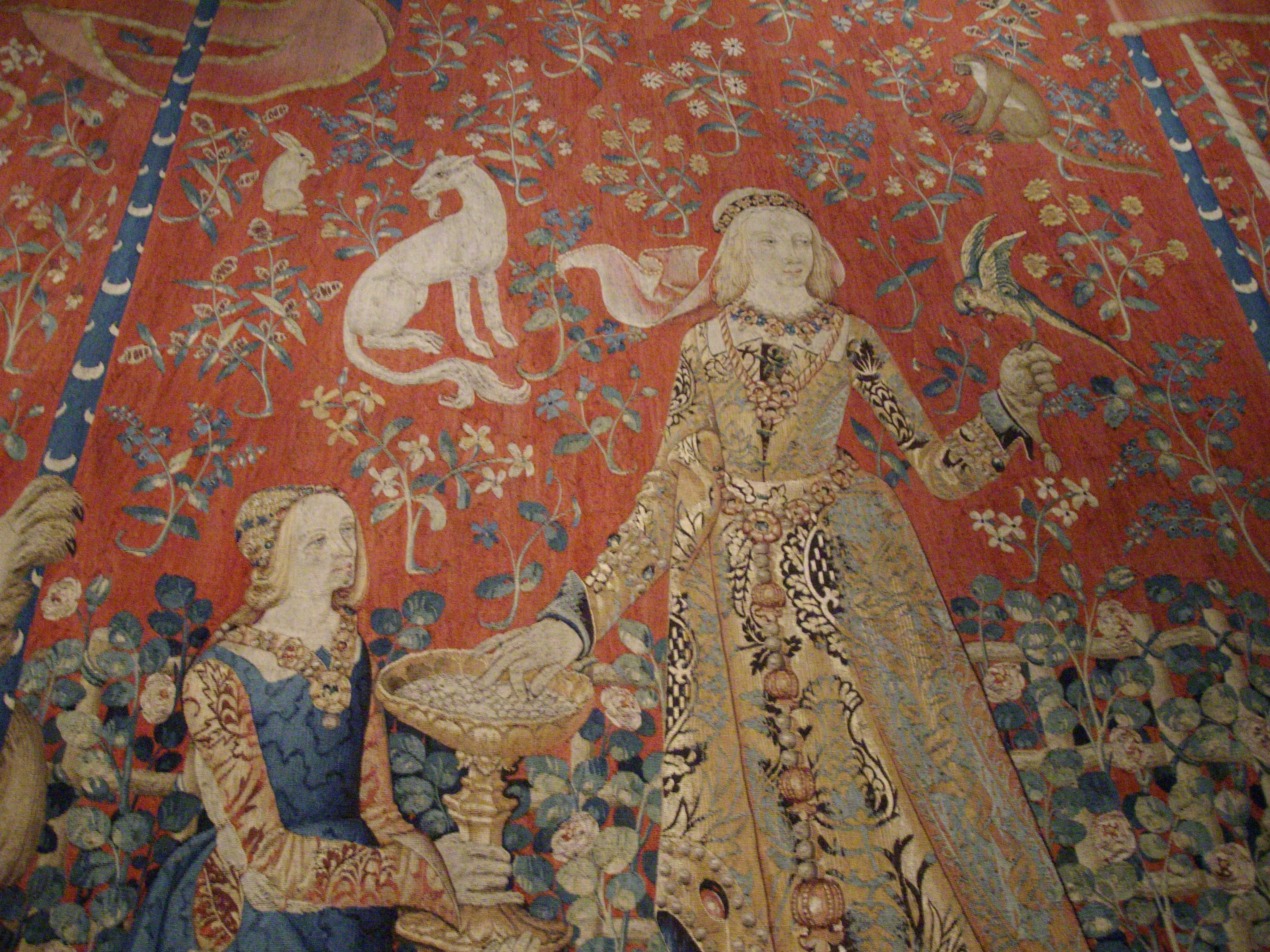
Chèvre à la droite de la Dame du Goût, et une perruche à collier sur sa main
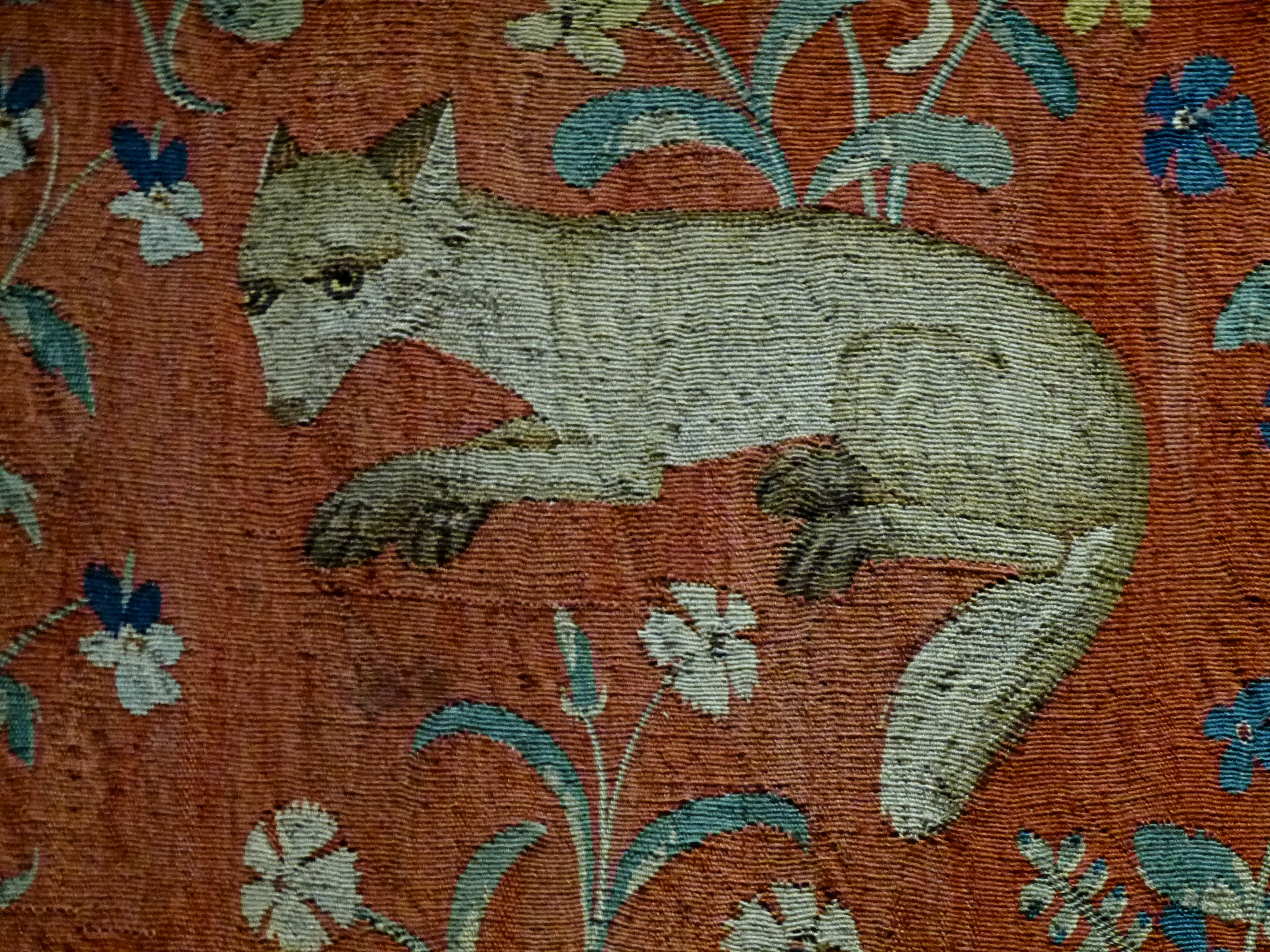
Renard dans l'Ouïe.
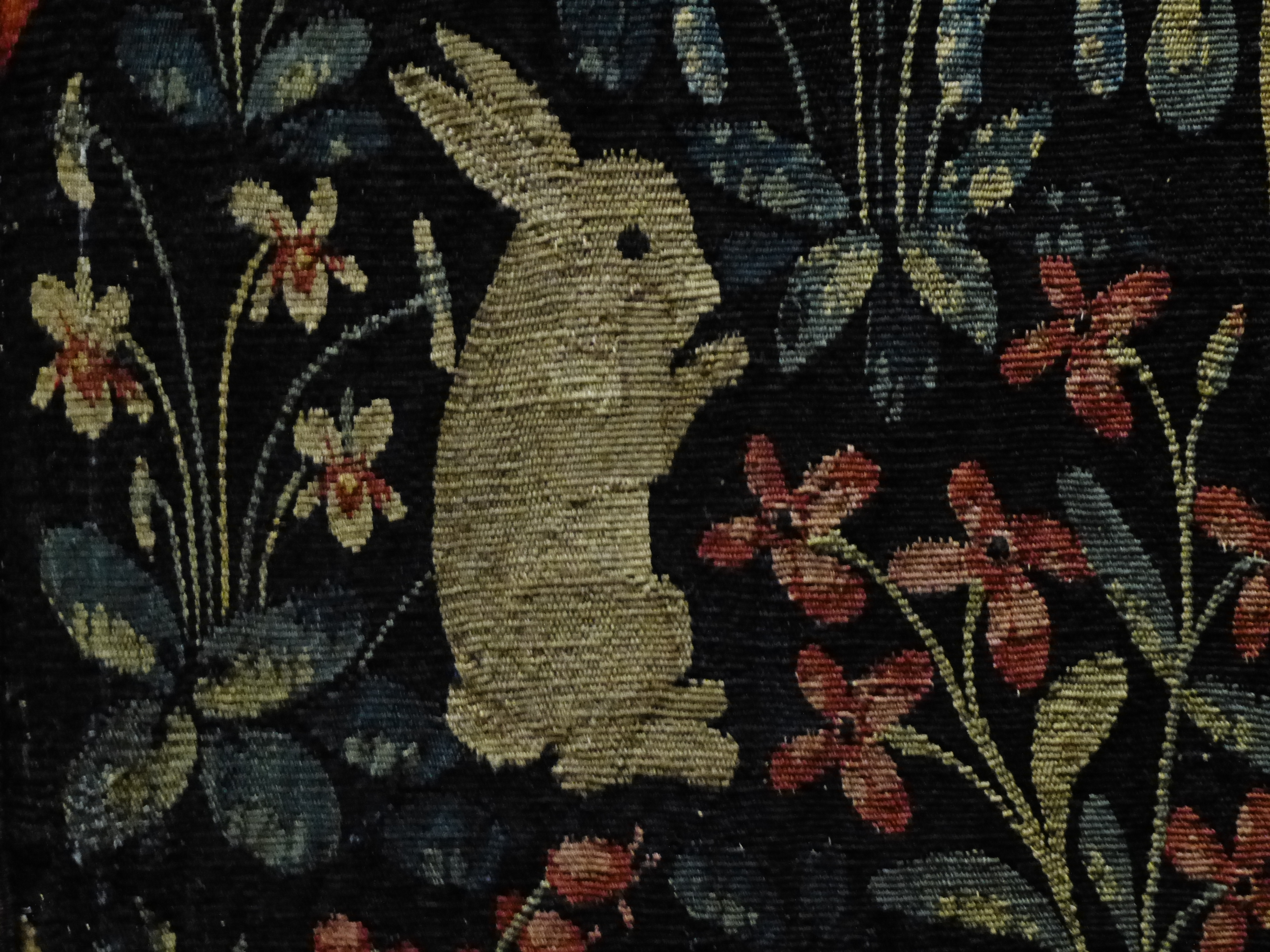
Lapin dans l'Odorat.
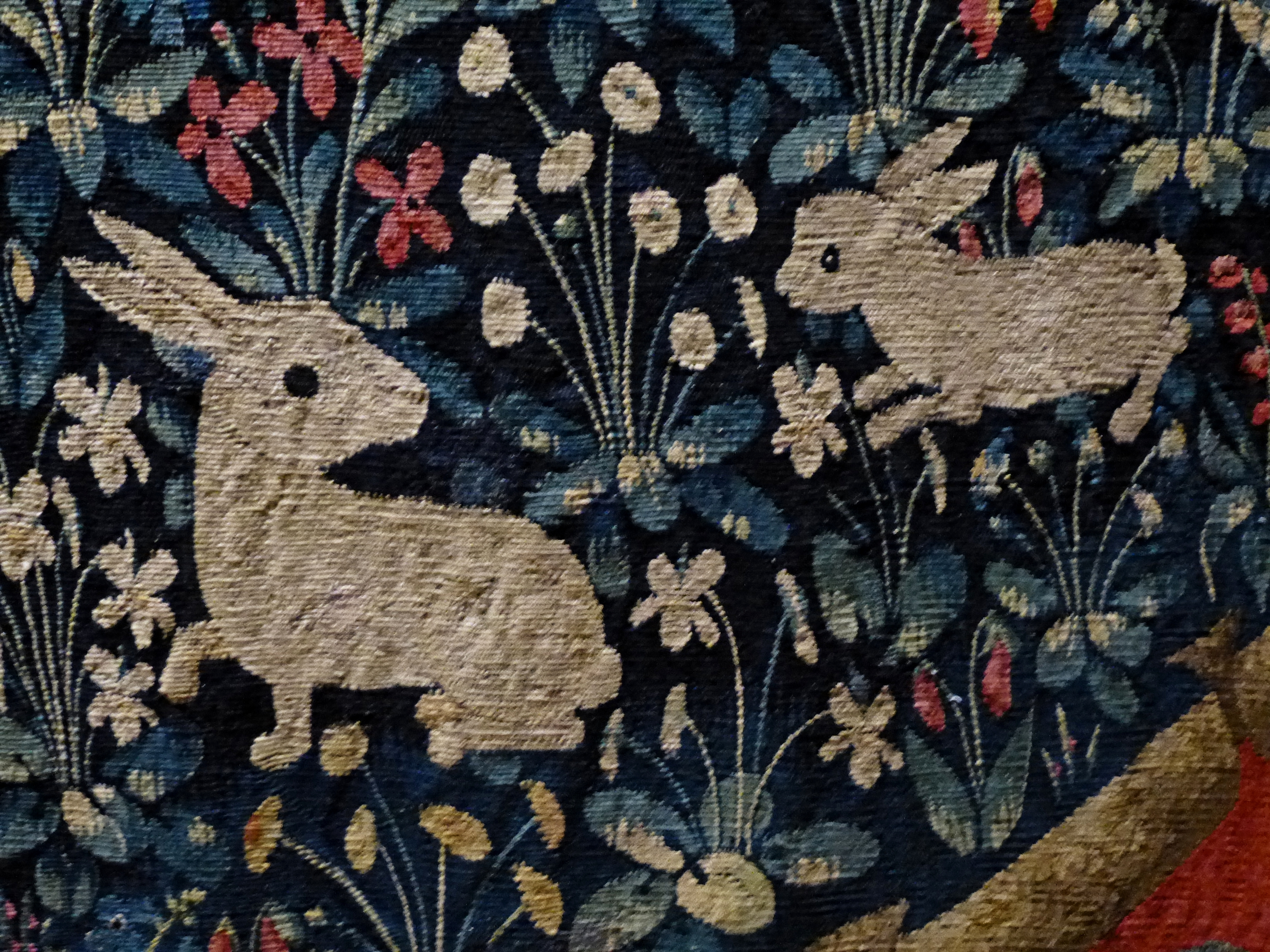
Lièvre dans le Désir.

On voit en outre l'agneau, une autre espèce de chien, et, dans le Toucher, une panthère. Chaque espèce se retrouve dans plusieurs tapisseries mais pas dans toutes, hormis la panthère qui ne se voit que dans une, la licorne, le lion et le lièvre qui se voient dans toutes.
Les oiseaux sont variés. On reconnait en particulier une perruche à collier, à laquelle la dame du Goût donne ce qui pourrait être des dragées, et une pie au-dessus de la dame de l'Odorat, mais aussi l'épervier, le faucon, le héron...

### Herbier
Chaque scène est encadrée de quatre arbres, sauf la Vue, qui n'en montre que deux. On reconnaît les feuillages ou les fruits de l'oranger, du pin, du chêne, et d'un persistant, le houx.

### Détails
La tapisserie renseigne sur un grand nombre de détails du quotidien de la noblesse du début du XVIe siècle, sur le goût de l'époque pour un Moyen Âge révolu, et sur ce qu'est le luxe affiché par des robins.

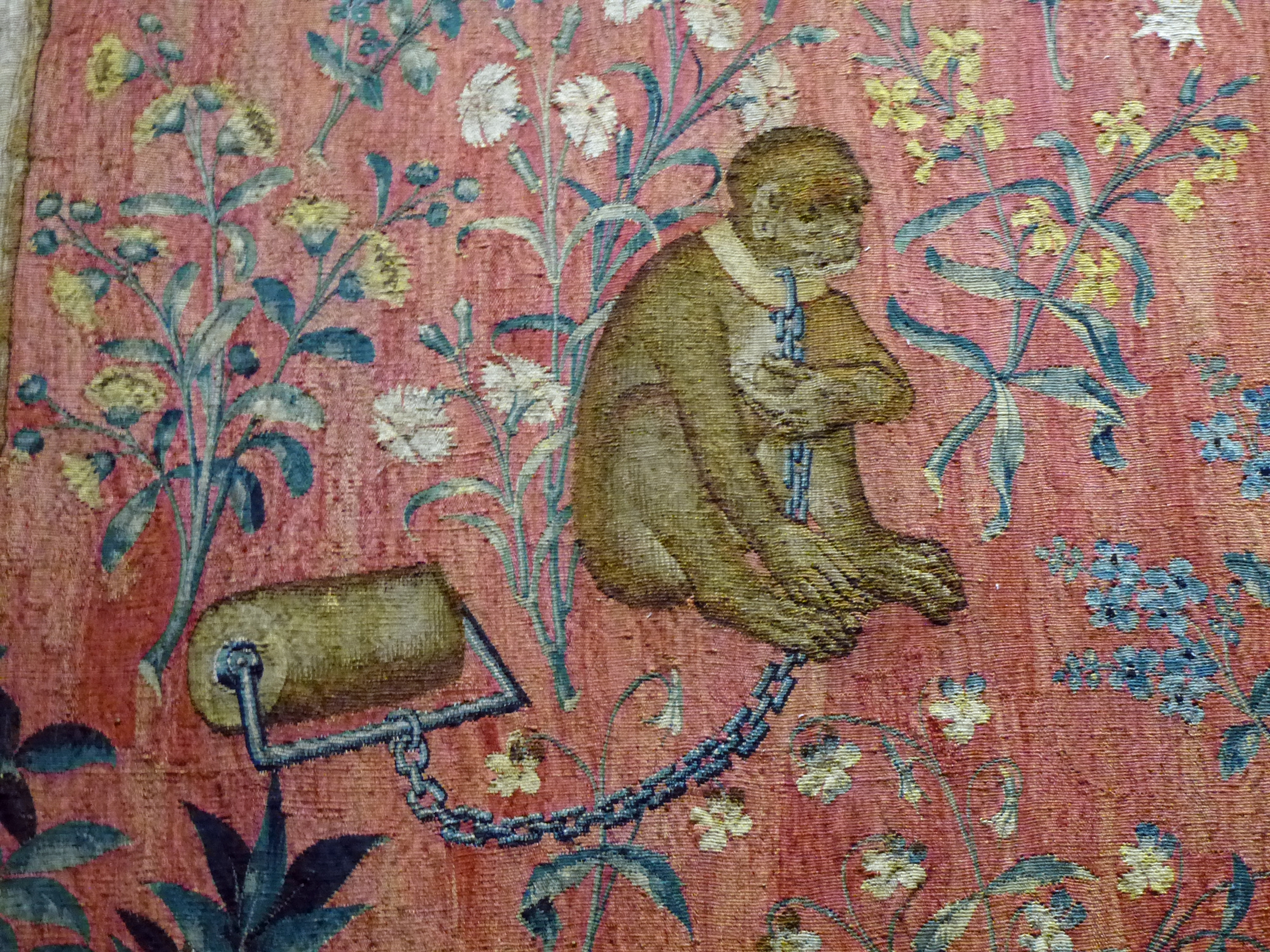
Un singe est attaché à un rouleau qui lui permet de se déplacer mais pas de s'enfuir.

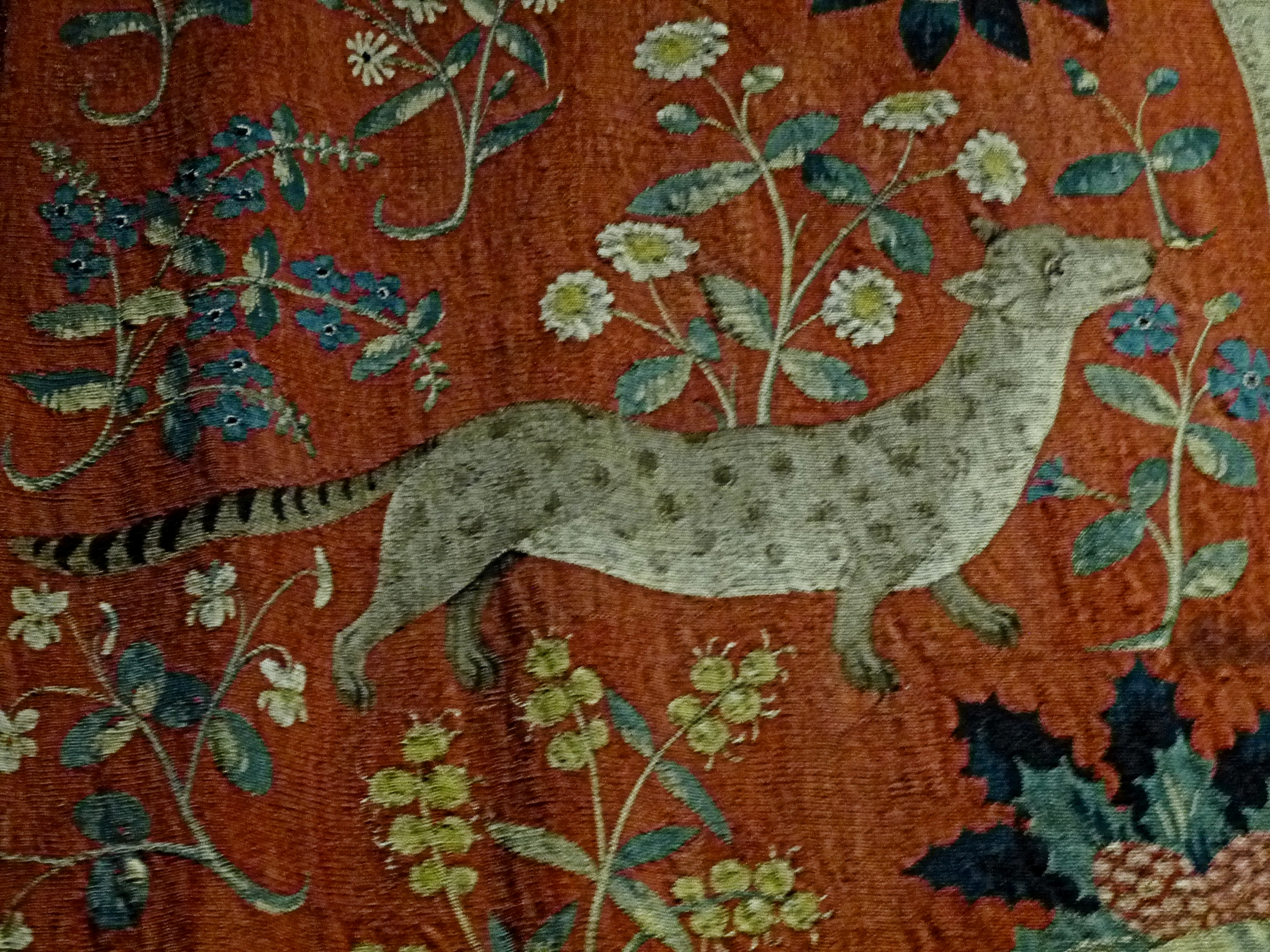
La genette, animal de compagnie, n'avait pas encore été remplacée par le chat dans son rôle domestique de chasser les souris.

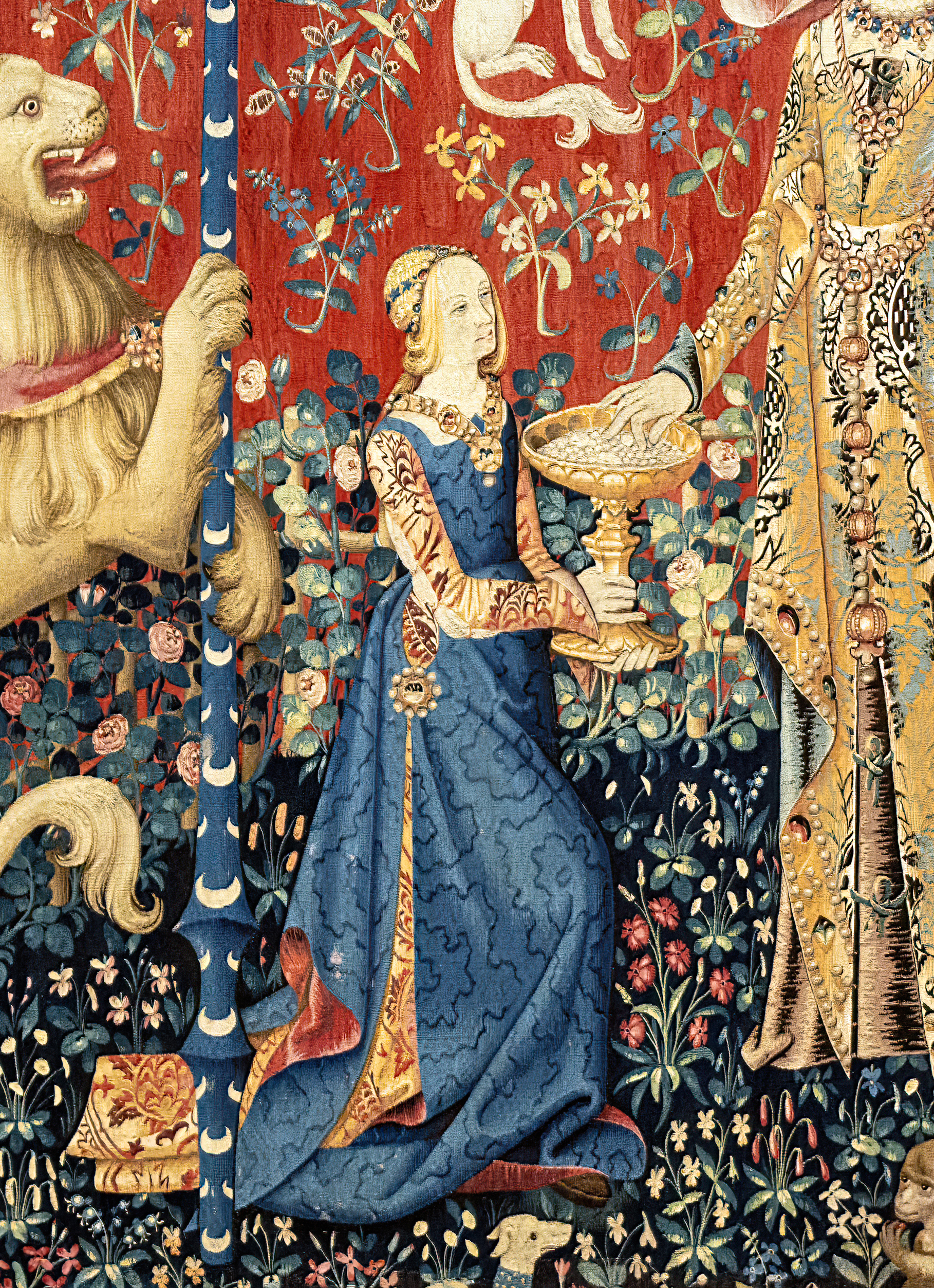
La suivante, quoique très richement vêtue, se distingue par une robe de tissu uni et ne porte de brocart qu'en accessoires.

### Origine
Inspirées d'une légende allemande du XVe siècle, les tapisseries furent tissées dans les Flandres, à une date inconnue mais probablement située entre 1484 et 1538.
Le style serait celui du Maître d'Anne de Bretagne, un enlumineur et graveur qui travaillait pour la commanditaire de la Chasse à la licorne, Anne de Bretagne, soit Jean d'Ypres, mort en 1508, ou son frère Louis. Tous deux sont issus d'une lignée de peintres, qui aurait inspiré les cartons des tapisseries.
Elles ont été datées de la fin du XVe siècle, mais pour Jules Guiffrey elles datent incontestablement des premières années du XVIe siècle,. Jules Guiffrey attribue la réalisation de la tenture à des ateliers de la Creuse, à Felletin ou à Aubusson, mais elle ne se rattache alors à aucun style connu l'empêchant de répondre catégoriquement, cependant il remarque qu'elle est liée à la maison lyonnaise des Le Viste.

### Débats sur l'identité du commanditaire et la date

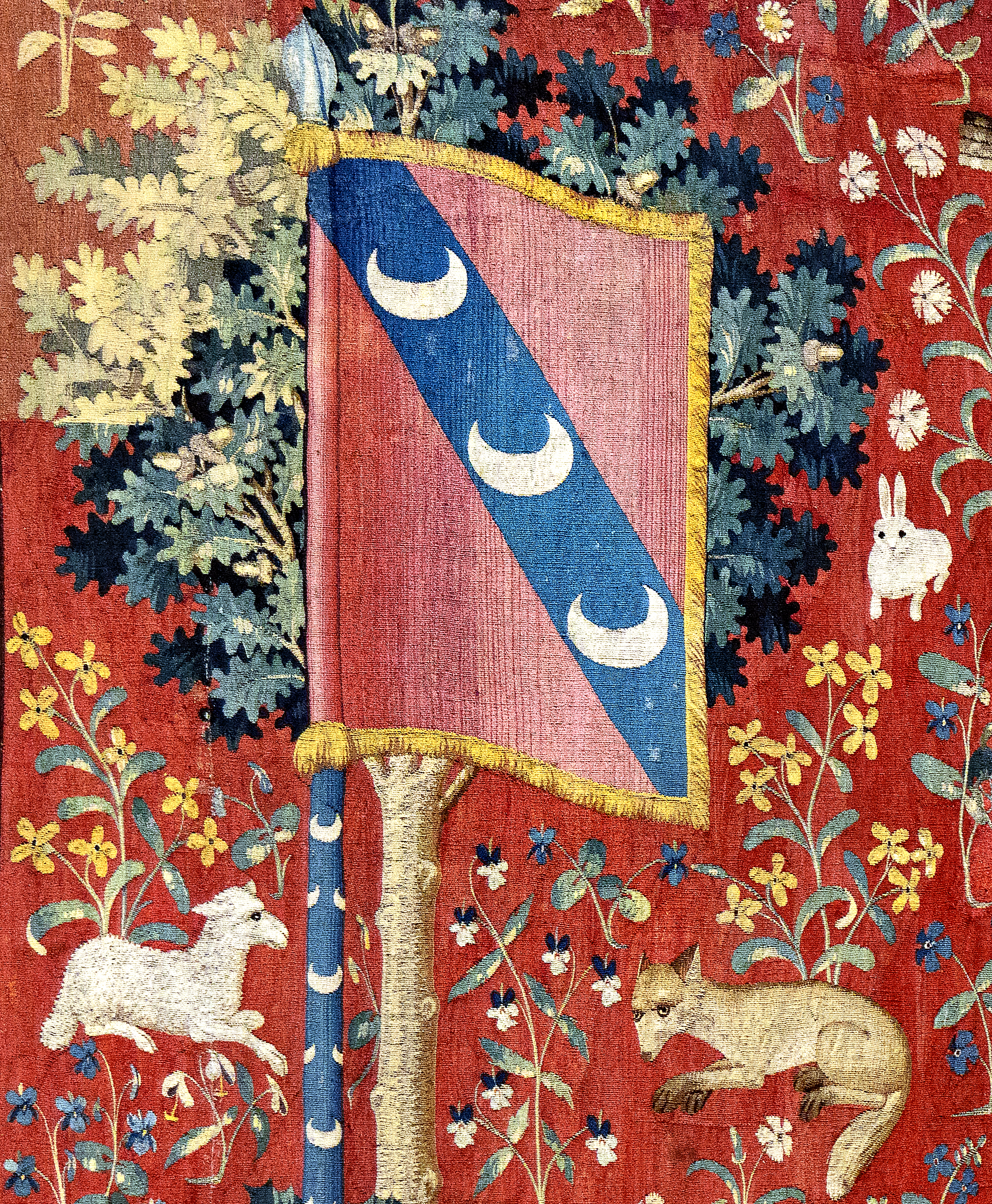
Blason d'Antoine Le Viste
(détail de L'Ouïe)
De gueules, à la bande d'azur chargée de trois croissant d'argent.

Le blason se trouvant sur les différentes tapisseries les ont fait attribuer à un membre de la famille Le Viste. Le consensus a conduit à admettre qu'elles avaient été commandées par Jean IV Le Viste, magistrat de haut rang d'origine lyonnaise, président de la Cour des Aides de Paris depuis 1484, mort en 1500.
En 1963, un érudit creusois, Maurice Dayras, remarque qu'il était difficile de l'attribuer à Jean IV Le Viste, car le blason représenté en armes pleines ne respecte pas le langage héraldique et le principe de contrariété des couleurs, ce sont des Armes à enquerre: De gueules, à la bande d'azur chargée de trois croissant d'argent. Selon les recherches récentes de Carmen Decu Teodorescu, Jean IV Le Viste, étant chef de famille depuis 1457, aurait dû avoir un blason respectant ce principe, qui concerne l'emploi des émaux selon deux groupes : métaux d'une part (or = jaune, argent = blanc), et d'autre part couleurs (gueules = rouge, azur = bleu, sinople = vert, sable = noir). Il ne peut y avoir sur un blason deux émaux d'un même groupe l'un à côté de l'autre. Le blason attribué à Jean IV Le Viste a deux couleurs, un bleu à côté du rouge. Dans une famille, seul l'aîné a le droit de porter les armes pleines, les branches cadettes reprennent ses armes en y apportant une brisure. Une des brisures les plus courantes est l'inversion des émaux, qui a l'avantage pour les cadets de ne pas se voir sur leur sceau. Dans son article, Carmen Decu Teodorescu attribue donc la tenture à un membre d'une branche cadette.
Dans la mesure où il n'y a que son blason, il ne devait pas être marié au moment de sa réalisation. Surtout, les armes qui apparaissent sur la tenture de la Dame à la licorne, armes attribuées par les spécialistes à la branche aînée et au chef de la famille Le Viste, constituent dans la réalité une entorse patente aux règles élémentaires de l'héraldique française.
Tout en soulignant la faiblesse des arguments ayant contribué à imposer le nom de Jean IV Le Viste en tant que commanditaire de la tenture, cette nouvelle interprétation envisage la probabilité de l'intervention d'un descendant de la branche cadette, Antoine II Le Viste, dans la commande de la Dame à la licorne. En effet, la superposition incorrecte de couleurs a pu être délibérément choisie pour signifier de manière explicite à l'observateur qu'il se trouvait devant un phénomène bien connu, celui de la modification du blason par la pratique des brisures. Une nouvelle lecture des sources semble devoir valider cette hypothèse jadis trop vite écartée.
L'auteur en déduit donc qu'elle a dû être commandée par Antoine II Le Viste (mort en 1534), héritier de son père Aubert Le Viste, cousin germain de Jean IV Le Viste, en 1493, rapporteur et correcteur de la Chancellerie en 1500, marié en 1510 avec Jacqueline Raguier, et qui a fait sa carrière sous Louis XII et François Ier. Cette hypothèse est renforcée par le fait que son blason se trouve sur la rose méridionale de l'église Saint-Germain-l'Auxerrois de Paris qui a été commandé par Antoine Le Viste, par un marché passé en 1532.
Jean-Bernard de Vaivre conteste la méthode de Carmen Decu Teodorescu, spécialement sa "lecture" des armoiries Le Viste, ainsi que son hypothèse de "brisure" concernant les armes d'Antoine II, et réhabilite la thèse de la commande de la tenture par Jean IV le Viste dans les années 1480 ou au début des années 1490. Les armes Le Viste " de gueules à la bande d'azur chargée de trois croissants d'argent" sont des armes dites "à enquerre"; elles ont été portées telles quelles par plusieurs membres de la famille, Jean IV, Antoine II et d'autres.

### Propriétaires successifs

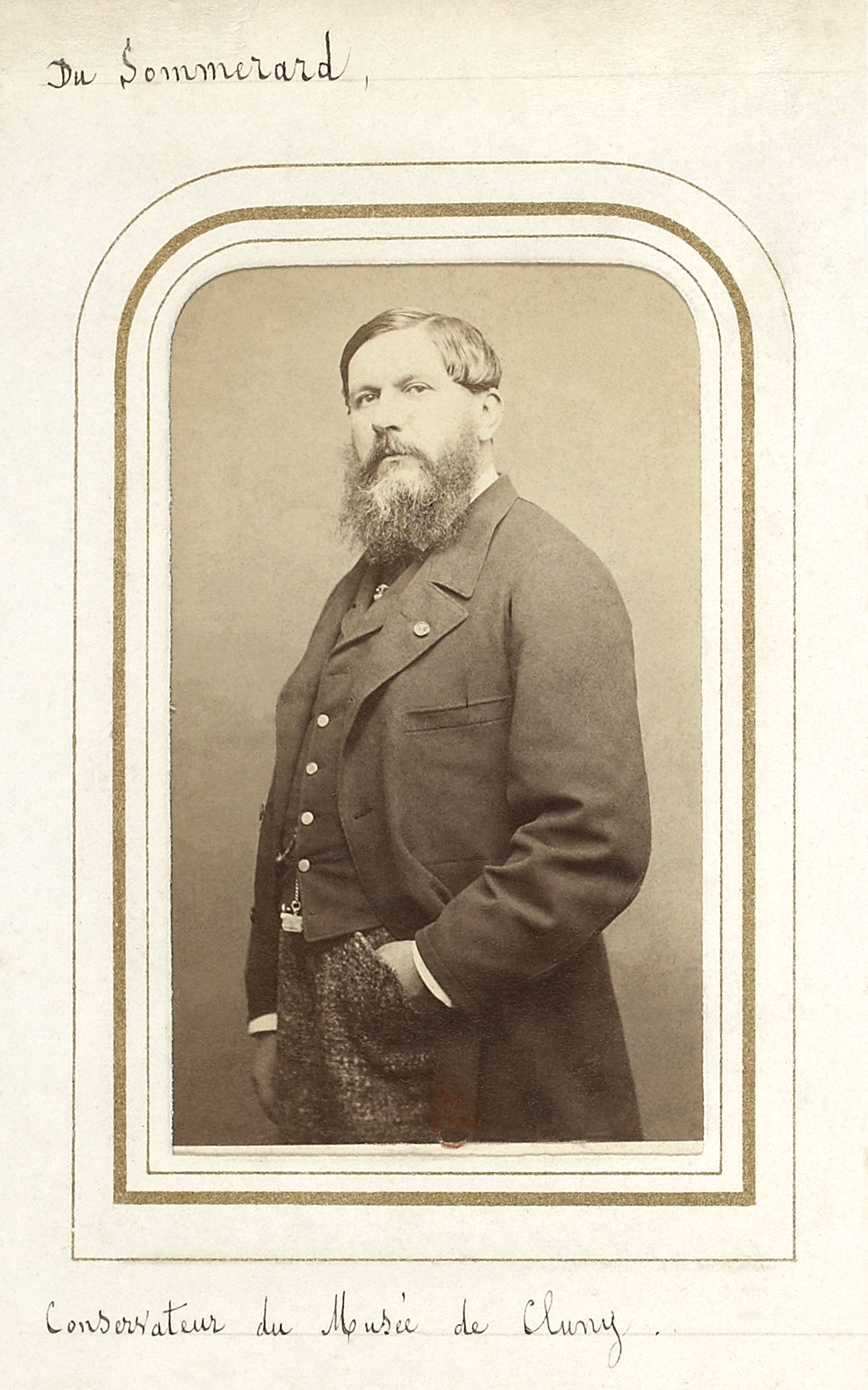
Edmond du Sommerard, vers 1865. Conservateur du Musée de Cluny, il fit l'acquisition de la tapisserie au nom de l'État

- À la suite d'héritages successifs[12], elles passèrent des Le Viste aux Robertet, aux La Roche-Aymon, puis aux Rilhac, qui les firent transporter, dans le courant du XVIIIe siècle, dans leur château de Boussac à Boussac dans l'actuel département de la Creuse.

- En 1835[13], le château fut vendu à la municipalité de Boussac par leur lointaine héritière, la comtesse de Ribeyreix (née de Carbonnières[14]) ; il devint en 1838 le siège de la sous-préfecture de l'arrondissement. Les tapisseries y avaient été laissées, et ceux qui eurent l'occasion de les admirer échafaudèrent les hypothèses les plus invraisemblables sur leur origine. Ainsi, on attribua leur réalisation au prince ottoman Djem, malheureux rival de son frère le sultan Bayezid II, qui, pour échapper à la mort que lui promettait ce dernier, s'était réfugié chez les chevaliers de Rhodes. Ceux-ci l'envoyèrent en France, dans les châteaux de la famille du grand maître Pierre d'Aubusson, et il fut notamment enfermé dans la tour Zizim construite à son intention à Bourganeuf. On a pensé qu'il avait pu séjourner aussi dans celui de Boussac (ce qui n'a jamais été établi). Pour tromper son ennui, il les aurait confectionnées avec l'aide de sa suite. Le nom turc de Djem a été francisé en « Zizim ». Suivant d'autres sources, tout aussi fantaisistes, ces tapisseries auraient été réalisées à Aubusson : on sait qu'il n'en est rien.
- En 1882, la municipalité de Boussac vendit les six tapisseries pour une somme de 25 000 francs-or au conservateur de l'actuel Musée national du Moyen Âge, Edmond Du Sommerard, mandaté par l'État.

### Classement au titre des monuments historiques par Prosper Mérimée
Entre 1835 et 1840, l'écrivain George Sand, la « voisine de Nohant », figurait parmi les familiers de la sous-préfecture de Boussac et vit plusieurs fois ces tapisseries au château de Boussac, où elles étaient exposées dans les appartements et le bureau du sous-préfet. Elle en parle dans plusieurs de ses ouvrages et dans un article publié en 1847. Dans cet article (lire en ligne), George Sand cite huit tapisseries (alors que six seulement nous sont connues). Les commentaires qu'elle ajoute à propos de ces tapisseries et de leur relation avec le séjour du prince turc Zizim à Bourganeuf relèvent toutefois de son imagination fertile. Et c'est elle, très vraisemblablement, qui en signala l'existence à son éphémère amant, Prosper Mérimée, inspecteur des Monuments historiques, qui visita la région en 1841 et les fit classer au titre des monuments historiques.
La correspondance de Mérimée apporte une précision intéressante à propos des tapisseries : il en existait d'autres « plus belles, me dit le maire, mais l'ex propriétaire du château - il appartient aujourd'hui à la ville - un comte de Carbonière [sic] les découpa pour en couvrir des charrettes et en faire des tapis ». Reste à savoir si les tapisseries découpées faisaient partie de la tenture de la Dame à la licorne, ou s'il s'agissait d'autres tapisseries.

### Conservation et expositions hors de Cluny

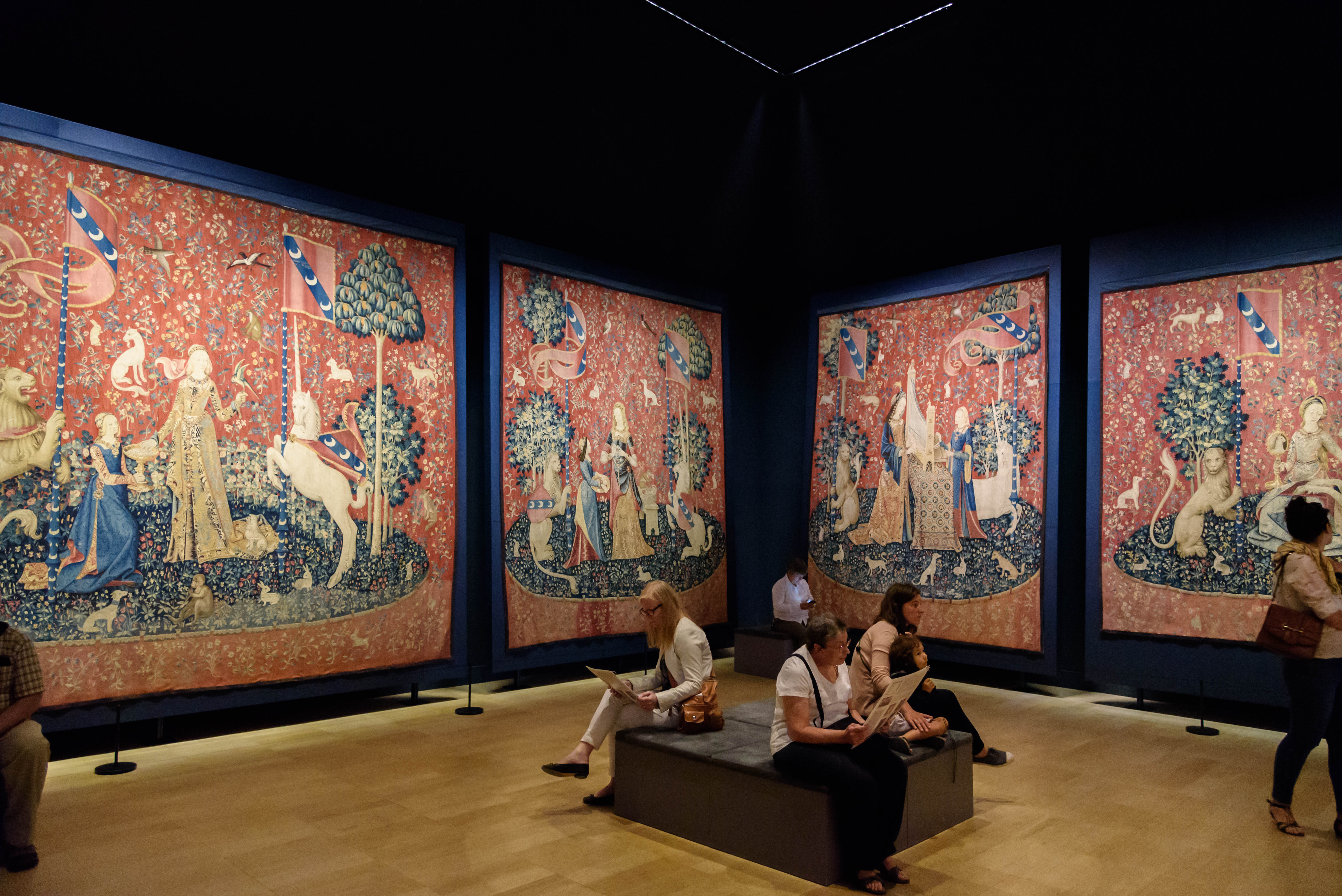
Nouvelle salle carrée, ouverte en juillet 2015.

La tenture de La Dame à la licorne, composée de ses six tapisseries, est conservée dans le Ve arrondissement de Paris, au cœur du Quartier latin, dans un hôtel particulier du XVe siècle, l'hôtel de Cluny, devenu Musée national du Moyen Âge-Thermes et hôtel de Cluny.
À leur entrée dans les collections publiques au XIXe siècle, le bas des tapisseries était rongé par l'humidité : il a donc été retissé.
En 1973-1974, la tenture fait son premier voyage international, pour une exposition au Metropolitan Museum of Art (Met) de New York.
En 1992, une salle arrondie est inaugurée au musée de Cluny pour mettre en valeur les tapisseries.
En 2011, les experts constatent les effets négatifs d'un manque de circulation de l'air. Une campagne de restauration est engagée qui dure dix mois : dépoussiérage, nettoyage et changement des doublures trop lourdes. L'état général de la tapisserie elle-même étant heureusement bon. Pendant que le Musée de Cluny lui aménage un nouvel écrin, la tenture part six mois pour une exposition au Japon. Elle revient à Paris en décembre 2013, dans une salle entièrement rénovée, un parallélépipède bénéficiant d'un système d'accrochage et d'éclairage mieux adapté,.
De février à juin 2018, la tapisserie est exposée à  la galerie d'art de Nouvelle-Galles du Sud, à Sydney, en Australie. Le président français Emmanuel Macron visita l'exposition lors d'une visite diplomatique en Australie en mai de cette même année.
Du 30 octobre 2021 au 16 janvier 2022, La Dame à la licorne sera exposée aux Abattoirs de Toulouse, première exposition en France hors de Cluny, le temps du chantier de modernisation du musée parisien.

## Analyse technique
Au cours d'une restauration moderne, la partie basse a été retissée de fils colorés avec des colorants chimiques et a pris une teinte un peu différente de celle de la partie haute, qui a conservé l'aspect original donné par les colorants naturels.

## Dans la culture populaire
Cette tapisserie a inspiré les auteurs de divers œuvres littéraires, notamment Les Dames à la licorne de René Barjavel et Olenka De Veer, La Belle à la Licorne de Franck Senninger, La Chasse amoureuse d'Alina Reyes, À mon seul désir de Yannick Haenel, la saga en 6 tomes Les Ateliers de Dame Alix de Jocelyne Godard et La Dame à la Licorne de Tracy Chevalier. Dans ce dernier roman, paru en 1998, Chevalier retrace l'histoire imaginaire de Nicolas des Innocents, miniaturiste à la cour de Charles VIII, choisi par Jean Le Viste pour réaliser les cartons de la suite des tapisseries. À la fin du roman, Tracy Chevalier a ajouté, avec beaucoup d'honnêteté, deux pages précisant ses sources avec quelques notes (non exemptes d'erreurs) sur les origines et l'histoire de ces tapisseries.
En musique, l'œuvre est à l'origine du ballet de Jacques Chailley La Dame à la licorne (1959), sur un argument de Jean Cocteau. La compositrice Kaija Saariaho, qui avait en 1993 consacré une installation sonore à la Dame à la licorne, a donné à son concerto pour clarinette D'OM LE VRAI SENS (2010) une structure en six parties reprenant les titres des six tapisseries, le titre de l'œuvre elle-même étant une anagramme de « À mon seul désir ».
Dans les films adaptés des romans Harry Potter, plusieurs tapisseries de la série ornent les murs de la salle commune des élèves de la maison Gryffondor.
Dans le film Mary Queen of Scots (2013), la tapisserie « Mon seul désir » est largement visible décorant le château où se déroule l'histoire.
Dans la série de romans et le dessin animé japonais Gundam Unicorn, on peut apercevoir de façon très explicite la tapisserie de La Dame à la Licorne, exposée dans le château de la fondation Vist. Il est également fait mention de la citation À mon seul désir. La tapisserie est même citée comme motivation de tout Gundam Unicorn.
Ces tapisseries ont aussi beaucoup marqué Aristide Maillol, qui se consacra à la tapisserie à la fin du XIXe siècle à la suite de leur découverte. Il ouvrit un atelier de tapisserie à Banyuls-sur-Mer et remis au goût du jour le genre de la tapisserie à l'aube de l'art moderne.
Dans l’album jeunesse Coup de foudre au poulailler de la série Les P'tites poules paru en 2008, le héros Carmelito à la recherche des ingrédients d'un philtre d’amour se perd dans la neige et se retrouve transporté au jardin des Milles fleurs de la Dame à la licorne qui lui offre le dernier ingrédient nécessaire à la préparation.
En littérature jeunesse, un épisode des Enquêtes de Nino de Claudine Aubrun est consacré à cette œuvre : Qui a découvert la dame à la Licorne ? Polar Mini Syros  (ISBN 2748526503).
Dans la série de romans de Christian Jacq sur Mozart, au tome 3. Le frère du feu, la comtesse Thun évoque auprès du jeune compositeur les tapisseries de la Dame à la Licorne comme l'un des derniers témoignages connus de la transmission de la spiritualité féminine.
La tenture est au cœur de l'intrigue du 20e épisode de la série d'animation Belphégor. Chaque tapisserie contient une poudre qui lorsqu'elle est brûlée donne des hallucinations à l'un des cinq sens des Parisiens. La sixième tapisserie représenterait la folie, mais Belphégor est arrêté avant de pouvoir brûler sa poudre.
Titre et morceau éponyme d'un album du guitariste John Renbourn, The Lady and the Unicorn.
Le duo d’artistes, Ben & Sara, réinterprète de manière contemporaine les célèbres tapisseries du Musée de Cluny, avec une série de tableaux photographiques, portraits et natures mortes, illustrant le chemin initiatique de la Dame. S’inspirant de la peinture classique, du théâtre et du cinéma, Ben & Sara ont d’abord voulu raconter une histoire. S’il existe de nombreuses interprétations de La Dame à la licorne, Ben & Sara ont trouvé la leur. Et puisque La Dame à la licorne nous vient de la Renaissance, Ben & Sara ont voulu qu’elle fasse un voyage à travers le temps. Du clin d’oeil à la peinture flamande, à la photographie de publicité contemporaine, les protagonistes parcourent différentes époques jusqu’à nous (La Dame à la Licorne, Ben & Sara - 2023).